# 2018년 동계 올림픽 아르헨티나 선수단
2018년 동계 올림픽 아르헨티나 선수단은 대한민국 평창에서 개최된 2018년 동계 올림픽의 올림픽 아르헨티나 선수단이다. 이번 대회에서는 남녀 선수 2명씩 총 4명이 대회에 출전하였으며, 알파인스키와 크로스컨트리의 두 종목에 나섰다.

## 참가 선수
다음은 각 종목별 참가 선수 현황이다.
| 종목         | 남자 | 여자 | 총합 |
| ------------ | ---- | ---- | ---- |
| 알파인스키   | 1    | 1    | 2    |
| 스노보드     | 2    | 0    | 2    |
| 크로스컨트리 | 1    | 1    | 2    |
| 루지         | 0    | 1    | 1    |
| 총합         | 4    | 3    | 7    |

## 루지
| 선수                   | 세부 종목  | 1차 시기 | 1차 시기 | 2차 시기 | 2차 시기 | 3차 시기 | 3차 시기 | 4차 시기 | 4차 시기 | 합계     | 합계 |
| 선수                   | 세부 종목  | 기록     | 순위     | 기록     | 순위     | 기록     | 순위     | 기록     | 순위     | 기록     | 순위 |
| 베로니카 마리아 레베나 | 여자 1인승 | 47.175   | 22       | 47.788   | 26       | 47.739   | 24       | 탈락     | 탈락     | 2:22.702 | 24   |

## 알파인 스키
아르헨티나에는 총 두 명의 선수가 배정됐으며, 남녀 선수 각 한명씩이다.
| 선수                  | 세부 종목   | 1차 시기 | 1차 시기 | 2차 시기 | 2차 시기 | 합계    | 합계      |
| 선수                  | 세부 종목   | 기록     | 순위     | 기록     | 순위     | 기록    | 최종 순위 |
| 세바스티아노 가스탈디 | 남자 대회전 | DNF      | DNF      | DNF      | DNF      | DNF     | DNF       |
| 니콜 가스탈디         | 여자 대회전 | 1:18.06  | 44       | 1:15.38  | 43       | 2:33.44 | 42        |
| 니콜 가스탈디         | 여자 회전   | DNF      | DNF      | DNF      | DNF      | DNF     | DNF       |

## 크로스컨트리 스키
아르헨티나에는 총 두 명의 선수가 배정됐으며, 남녀 선수 각 한명씩이다.
거리종목
| 선수                     | 종목           | 결승    | 결승    | 결승 |
| 선수                     | 종목           | 시간    | 감점    | 순위 |
| ------------------------ | -------------- | ------- | ------- | ---- |
| 마티아스 술로아가        | 남자 15km 프리 | 42:27.5 | +8:43.6 | 100  |
| 마리아 세실리아 도밍게스 | 여자 10km 프리 | 34:16.1 | 9:15.6  | 87   |

## 스노보드
프리스타일
| 선수            | 종목              | 예선  | 예선  | 예선   | 예선 | 결승      | 결승      | 결승      | 결승      | 결승      |
| 선수            | 종목              | 1차   | 2차   | 최고점 | 순위 | 1차       | 2차       | 3차       | 최고점    | 순위      |
| --------------- | ----------------- | ----- | ----- | ------ | ---- | --------- | --------- | --------- | --------- | --------- |
| 마티아스 슈미트 | 남자 빅에어       | 51.75 | 23.00 | 51.75  | 15   | 진출 실패 | 진출 실패 | 진출 실패 | 진출 실패 | 진출 실패 |
| 마티아스 슈미트 | 남자 슬로프스타일 | 50.86 | 20.68 | 50.86  | 12   | 진출 실패 | 진출 실패 | 진출 실패 | 진출 실패 | 진출 실패 |

스노보드 크로스
| 스티븐 윌리엄스 | 남자 크로스 | 1:17.12 | 34 | 1:15.35 | 5 | 1:15.35 | 29 | 4 | 진출 실패 | 진출 실패 | 진출 실패 | 진출 실패 | 진출 실패 | 진출 실패 |